# اريك عظيموف
اريك عظيموف (بالإنجليزية: Eric Asimov)‏ هو ناقد الطعام وصحفي أمريكي، ولد في 17 يوليو 1957 في نيويورك في الولايات المتحدة.